# Campionati del mondo di winter triathlon del 1999
I Campionati del mondo di winter triathlon del 1999 (III edizione) si sono tenuti a Bardonecchia in Italia, in data 14 marzo 1999.
Tra gli uomini ha vinto il francese Nicolas LeBrun. Tra le donne ha trionfato l'italiana Maria Canins.
Si sono aggiudicati il titolo mondiale nella categoria junior rispettivamente l'italiano Alessandro Degasperi e la tedesca Karin Bliemhuber.

## Risultati

### Élite uomini
| Pos. | Nome                            | Paese         | Corsa    | Bici     | Sci      | Totale   |
| ---- | ------------------------------- | ------------- | -------- | -------- | -------- | -------- |
|      | Nicolas Lebrun                  | Francia       | 00:28:19 | 00:34:04 | 00:38:04 | 01:40:27 |
|      | Paolo Riva                      | Italia        | 00:29:30 | 00:35:26 | 00:35:52 | 01:40:48 |
|      | Zibi Szlufcik                   | Germania      | 00:28:45 | 00:37:22 | 00:38:48 | 01:44:55 |
| 4    | Marc Ruhe                       | Liechtenstein | 00:30:36 | 00:35:21 | 00:39:26 | 01:45:23 |
| 5    | Eric Pinna                      | Francia       | 00:29:18 | 00:36:55 | 00:39:48 | 01:46:01 |
| 6    | Jeremie Gachet                  | Francia       | 00:30:32 | 00:38:33 | 00:37:09 | 01:46:14 |
| 7    | Juan Carlos Apilluelo Fernandez | Spagna        | 00:28:45 | 00:37:46 | 00:39:46 | 01:46:17 |
| 8    | Iwan Schuwey                    | Svizzera      | 00:29:51 | 00:37:35 | 00:39:16 | 01:46:42 |
| 9    | Othmar Brügger                  | Svizzera      | 00:29:59 | 00:36:16 | 00:42:00 | 01:48:15 |
| 10   | Alberto Gerardini               | Italia        | 00:30:57 | 00:37:04 | 00:40:48 | 01:48:49 |
| 11   | Jean Claude Carrere             | Francia       | 00:29:36 | 00:40:44 | 00:38:46 | 01:49:06 |
| 12   | Daniel Keller                   | Svizzera      | 00:30:02 | 00:35:08 | 00:44:00 | 01:49:10 |
| 13   | Mathias Robi                    | Germania      | 00:31:31 | 00:40:44 | 00:38:25 | 01:50:40 |
| 14   | Pedro Annabe Basterro           | Spagna        | 00:31:46 | 00:39:20 | 00:39:35 | 01:50:41 |
| 15   | Aleksandar Milenkovic           | Serbia        | 00:32:17 | 00:39:06 | 00:39:18 | 01:50:41 |
| 16   | Bernhard Capitani               | Italia        | 00:32:05 | 00:40:52 | 00:38:03 | 01:51:00 |
| 17   | Luca Nascimbeni                 | Italia        | 00:29:49 | 00:38:00 | 00:43:14 | 01:51:03 |
| 18   | Joseph Brugger                  | Svizzera      | 00:31:34 | 00:38:48 | 00:40:59 | 01:51:21 |
| 19   | Paolo Roccon                    | Italia        | 00:32:57 | 00:35:29 | 00:43:42 | 01:52:08 |
| 20   | Andriy Yasterebov               | Ucraina       | 00:29:37 | 00:41:37 | 00:41:14 | 01:52:28 |
| 21   | Walter Ernst                    | Germania      | 00:29:26 | 00:40:59 | 00:42:13 | 01:52:38 |
| 22   | Rene Amoudruz                   | Francia       | 00:31:12 | 00:42:29 | 00:40:22 | 01:54:03 |
| 23   | Marco Abbà                      | Italia        | 00:29:35 | 00:40:56 | 00:44:10 | 01:54:41 |
| 24   | Volodymyr Storozhok             | Ucraina       | 00:31:13 | 00:42:08 | 00:41:42 | 01:55:03 |
| 25   | Ralph Hagspiel                  | Germania      | 00:31:29 | 00:41:35 | 00:42:27 | 01:55:31 |
| 26   | Jérôme Marchand                 | Francia       | 00:30:16 | 00:41:51 | 00:44:06 | 01:56:13 |
| 27   | Machiel Ittmann                 | Paesi Bassi   | 00:31:56 | 00:41:13 | 00:45:53 | 01:59:02 |
| 28   | Chris Bishop                    | Canada        | 00:32:47 | 00:40:20 | 00:47:26 | 02:00:33 |
| 29   | Björn Reichelt                  | Germania      | 00:33:32 | 00:42:33 | 00:46:31 | 02:02:36 |
| 30   | David Narona                    | Canada        | 00:35:21 | 00:46:01 | 00:47:04 | 02:08:26 |

### Élite donne
| Pos. | Atleta               | Paese         | Corsa    | Bici     | Sci      | Totale   |
| ---- | -------------------- | ------------- | -------- | -------- | -------- | -------- |
|      | Maria Canins Bonaldi | Italia        | 00:37:34 | 00:42:23 | 00:41:10 | 02:01:07 |
|      | Karin Möbes          | Svizzera      | 00:35:10 | 00:44:06 | 00:44:17 | 02:03:33 |
|      | Marianne Vlasveld    | Paesi Bassi   | 00:35:27 | 00:45:50 | 00:44:10 | 02:05:57 |
| 4    | Gabi Pauli           | Germania      | 00:36:21 | 00:46:43 | 00:46:49 | 02:09:53 |
| 5    | Angela Huy           | Germania      | 00:36:48 | 00:46:24 | 00:49:00 | 02:12:12 |
| 6    | Karin Klaver         | Paesi Bassi   | 00:39:05 | 00:48:15 | 00:47:37 | 02:14:57 |
| 7    | Giuliana Lamastra    | Italia        | 00:37:50 | 00:49:30 | 00:49:21 | 02:16:41 |
| 8    | Mariann Brunn        | Norvegia      | 00:36:35 | 00:53:30 | 00:47:16 | 02:17:21 |
| 9    | Estelle Patou        | Francia       | 00:36:56 | 00:50:14 | 00:52:01 | 02:19:11 |
| 10   | Maud Martin          | Francia       | 00:38:19 | 00:50:58 | 00:50:51 | 02:20:08 |
| 11   | Carolyn Daubney      | Canada        | 00:37:51 | 00:52:25 | 00:55:10 | 02:25:26 |
| 12   | Iris Walser          | Germania      | 00:36:32 | 01:00:14 | 00:50:09 | 02:26:55 |
| 13   | Lidja Perse          | Slovenia      | 00:36:39 | 00:59:55 | 00:55:16 | 02:31:50 |
| 14   | Barbara Jentner      | Liechtenstein | 00:44:48 | 01:03:59 | 01:02:51 | 02:51:38 |

### Junior uomini
| Pos. | Nome                 | Paese    | Corsa    | Bici     | Sci      | Totale   |
| ---- | -------------------- | -------- | -------- | -------- | -------- | -------- |
|      | Alessandro Degasperi | Italia   | 00:30:49 | 00:41:03 | 00:41:51 | 01:53:43 |
|      | Pierre Chauvet       | Francia  | 00:31:16 | 00:41:13 | 00:43:02 | 01:55:31 |
|      | Klaus Zanker         | Germania | 00:31:45 | 00:40:54 | 00:45:09 | 01:57:48 |
| 4    | Mathieu Gachet       | Francia  | 00:31:19 | 00:43:36 | 00:46:23 | 02:01:18 |
| 5    | Andreas Binkert      | Svizzera | 00:34:19 | 00:44:59 | 00:46:37 | 02:05:55 |
| 6    | Yohan Boissy         | Francia  | 00:31:55 | 00:44:26 | 00:49:57 | 02:06:18 |
| 7    | Daniel Hehle         | Germania | 00:34:58 | 00:45:34 | 00:52:42 | 02:13:14 |
| 8    | Jorg Wagner          | Germania | 00:34:18 | 00:46:35 | 00:53:44 | 02:14:37 |
| 9    | Nicholas Horvais     | Francia  | 00:36:43 | 00:53:21 | 01:00:38 | 02:30:42 |

### Junior donne
| Pos. | Atleta           | Paese    | Corsa    | Bici     | Sci      | Totale   |
| ---- | ---------------- | -------- | -------- | -------- | -------- | -------- |
|      | Karin Bliemhuber | Germania | 00:40:42 | 00:53:19 | 00:45:28 | 02:19:29 |

## Medagliere
| Pos. | Paese       | Oro | Argento | Bronzo |   |
| ---- | ----------- | --- | ------- | ------ | - |
| 1    | Italia      | 2   | 1       | 0      | 3 |
| 2    | Francia     | 1   | 1       | 0      | 2 |
| 3    | Germania    | 1   | 0       | 2      | 3 |
| 4    | Svizzera    | 0   | 1       | 0      | 1 |
| 5    | Paesi Bassi | 0   | 0       | 1      | 1 |